# Joel Lindpere
Joel Lindpere (født 5. oktober 1981 i Estiska SSR, Sovjetunionen) er en estisk fodboldspiller. Han har spillet 68 kampe for New York Red Bulls og har scoret 5 mål. Derudover har han spillet 74 landskampe.